# Gustav Arnold Hedlund
Gustav Arnold Hedlund (Somerville, Massachusetts, 7 de maio de 1904 — 15 de março de 1993) é um matemático estadunidense. Foi um dos fundadores da dinâmica simbólica e da dinâmica topológica.

## Biografia
Graduado pela Universidade Harvard, com mestrado pela Universidade Columbia, retornando a Harvard para concluir o Ph.D. em 1930, orientado por Marston Morse.